# Джак Елам
Джак Елам (на английски: Jack Elam) е американски актьор.

## Биография
Роден е на 13 ноември 1920 г. в Маями, Аризона. Родители са му Милард Елам и Алис Амелия Кърби, като майка му умира през 1922 г., когато Джак е на две години. До 1930 г. живее с баща си, по-голямата си сестра Милдред и мащехата си. Губи зрението си в лявото око като дете поради злополука, когато мушва молив в окото си при среща на бойскаути.
В киното и телевизията е известен е с многобройните си роли на злодей в уестърни и гангстерски филми, а по-късно и комедийни роли. Поради необичайния си външен вид и проблема с лявото око, изглежда неестествено вцепенен.
През 1968 г. Джак Елам се появява в малък забавен епизод в „Имало едно време на Запад“, където е един от тримата стрелци, изпратени да убият главния герой (Чарлз Бронсън). През 1969 г. получава първата си комедийна роля във филма „Подкрепете своя шериф!“, две години по-късно следва „Подкрепете своя стрелец“, и двата филма са режисирани от Бърт Кенеди, който забелязва комедийния потенциал на Джак. Между тези два филма изиграва лукавия старец в „Рио Лобо“ на Хауърд Хоукс. През 1980-те Джак е популярен с ролята на д-р Николас Ван Хелсинг от „Рало Кенънбоу“ и „Рало Кенънбоу 2“. Продължава да играе до средата на 1990-те години.
През 1994 г. Джак Елам става част от Залата на най-великите уестърн актьори в National Cowboy & Western Heritage Museum.

## Избрана филмография
| Година | Филм                      | Оригинално заглавие           | Роля                   | Режисьор        |
| ------ | ------------------------- | ----------------------------- | ---------------------- | --------------- |
| 1954   | Вера Крус                 | Vera Cruz                     | Текс                   | Робърт Олдрич   |
| 1955   | Човекът от Ларами         | The Man from Laramie          | Крис Болд              | Антъни Ман      |
| 1956   | Джубал                    | Jubal                         | Маккой                 | Делмар Дейвс    |
| 1967   | Пътят на запад            | The Way West                  | Проповедник Уедърби    | Андрю Маклаглън |
| 1968   | Имало едно време на Запад | Once Upon a Time in the West  | Снейки, втория стрелец | Серджо Леоне    |
| 1971   | Хани Колдър               | Hannie Caulder                | Франк Клеменс          | Бърт Кенеди     |
| 1973   | Пат Гарет и Били Хлапето  | Pat Garrett and Billy the Kid | Аламоса Бил            | Сам Пекинпа     |